# Embelin
Embelin ist eine natürlich vorkommende, organische Verbindung, die sich vom 2,5-Dihydroxy-1,4-benzochinon ableitet.

## Vorkommen

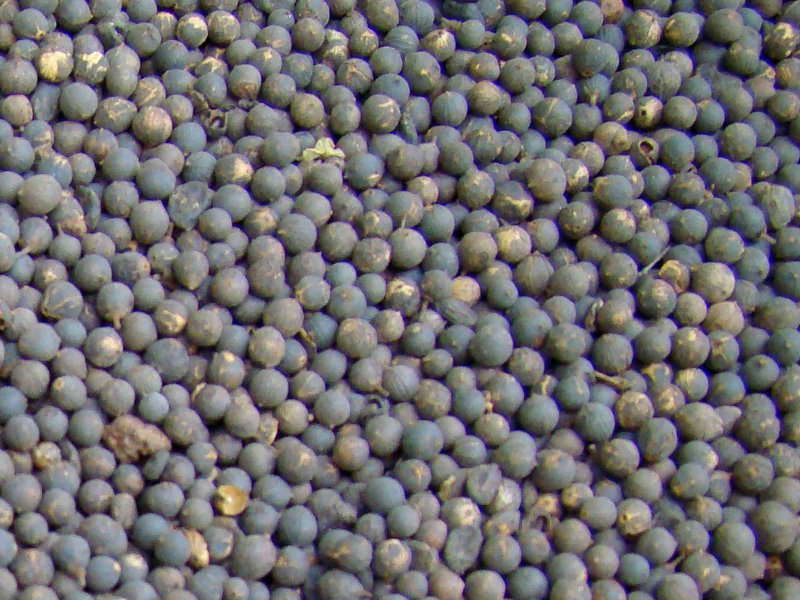
Samen von Embelia ribes

Embelin kommt in den Samen des falschen schwarzen Pfeffers (Embelia ribes) vor und ist eines seiner wichtigsten biologisch aktiven Inhaltsstoffe. Die Verbindung kommt auch noch in anderen Pflanzen vor, beispielsweise im Punktierten Gilbweiderich. Eine weitere Pflanze, die Embelin enthält, ist Oxalys erythrorhiza.

## Eigenschaften
Embelin ist ein orangefarbener Feststoff. Es ist nicht wasserlöslich aber löslich in organischen Lösungsmitteln wie Dimethylsulfoxid und Diethylether. Es hat ein breites Spektrum an biologischen Eigenschaften, unter anderem wirkt es entzündungshemmend, schmerzlindernd, antioxidativ und antibakteriell sowie gegen Tumoren.